# MSBuild
MSBuild (або Microsoft Build Engine) — платформа для складання застосунків, котру використовує за замовчуванням Visual Studio для складання застосунків на основі технології .NET. Правила складання проекту визначаються у формі XML-схеми, для управління складанням надається інструментарій для запуску з командного рядка.
Компанія Microsoft надала MSBuild статус відкритого проекту у березні 2015. Початковий код відкритий під ліцензією MIT і опублікований [Архівовано 29 квітня 2015 у Wayback Machine.] на GitHub. Опубліковані початкові тексти відповідають стану MSBuild з кодової бази Visual Studio 2015, яка розширена для відокремленого використання складальної системи, незалежно від Visual Studio. З найближчих планів з розвитку MSBuild відзначається додавання підтримки Linux і OS X, що дозволить використовувати цю систему для повсюдного складання відкритих .NET-проектів. Для портувания використовуються напрацювання проекту Mono.